# Ben Szilágyi
Ben Janos Szilágyi (* 18. Oktober 2006 in Kiel, Deutschland) ist ein österreichischer Handballspieler.

## Werdegang
Ben Szilágyi ist der Sohn des in Ungarn geborenen ehemaligen österreichischen Handballnationalspielers Viktor Szilágyi, der von 2005 bis 2008 in der Handball-Bundesliga beim THW Kiel spielte und ab 2018 bei den Kielern zunächst Sportlicher Leiter war und seit Juli 2019 als Geschäftsführer tätig ist. Er spielte von 2018 bis 2020 beim TSV Altenholz, bevor er zum THW Kiel wechselte, wo er mit der U-19-Mannschaft in der A-Jugend-Bundesliga spielte.
Nachdem sich der Kieler Profi Magnus Landin Jacobsen im März 2024 einen Mittelhandbruch zugezogen hatte, wurde Ben Szilágyi kurzfristig in den Kader der Bundesligamannschaft des THW berufen. Dort kam der 1,96 m große Linksaußen am 6. April 2024 zu seinem ersten Einsatz beim 31:27-Heimsieg gegen den HC Erlangen, bei dem er sein erstes Bundesligator erzielte, wodurch er mit 17 Jahren und 171 Tagen der jüngste Bundesliga-Torschütze in der Geschichte des THW wurde.
Szilágyi läuft seit der Saison 2025/26 für die Drittligamannschaft des TSV Altenholz auf.
Szilágyi steht im Kader der österreichischen U18-Nationalmannschaft, mit der er bei der U18-Europameisterschaft in Montenegro im August 2024 den 16. Platz belegte.